# Nebulosa Fatia de Limão

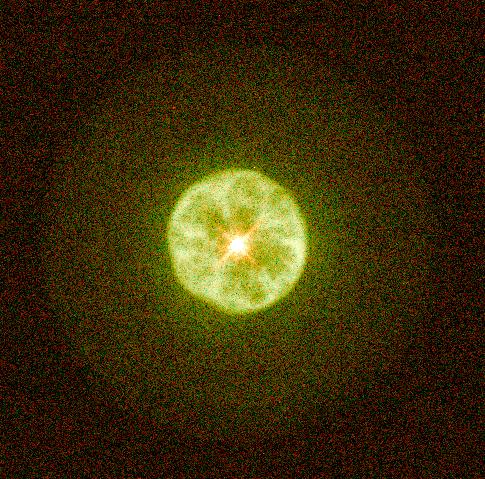
IC 3568

A Nebulosa fatia de limão, ou IC 3568, é uma nebulosa planetária a 2,9 quiloparsecs de distância e esta localizada na constelação de Camelopardalis. Tem um diâmetro de 0,4 anos-luz. A nebulosa fatia de limão é uma das nebulosas mais simples conhecidas.